# Metro van Toulouse
De metro van Toulouse (Frans: Métro de Toulouse) rijdt in de stad Toulouse, in het zuiden van Frankrijk. Het openbaar vervoer in de stad werd eerst beheerd door de Société d'économie mixte des voyageurs de l'agglomération toulousa (SEMVAT), een bedrijf dat voor 80% eigendom was van de gemeente en voor de rest particulier. Sinds 2003 wordt het openbaar vervoer beheerd door de Tisséo Réseau Urbain, onder gezag van het Syndicat Mixte des Transports en Commun.
Sinds september 2009 worden de haltes in de metro tweetalig omgeroepen: zowel in het Frans als het Languedoc-Occitaans.

## Technologie

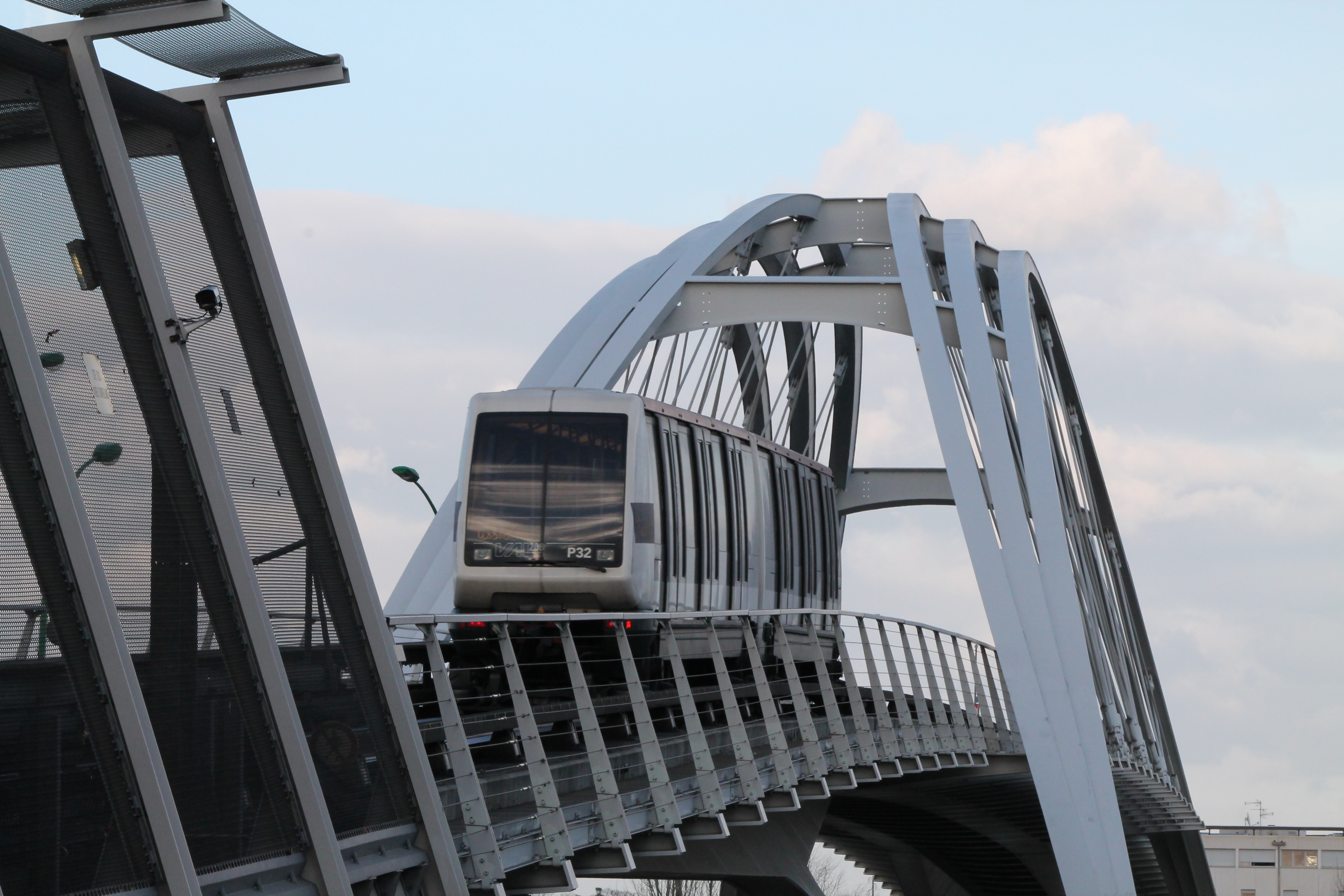
Lijn A

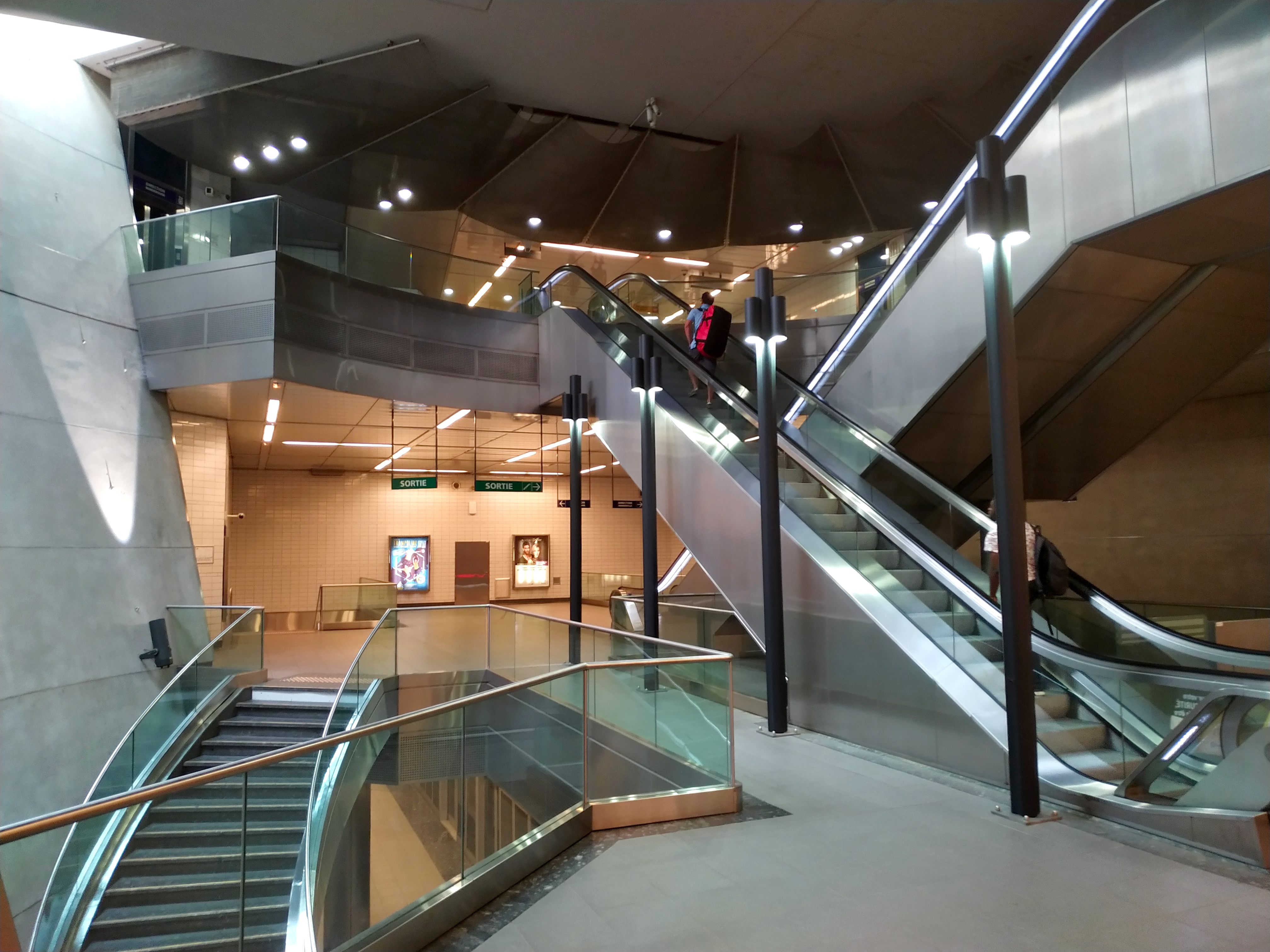
Lijn B

De metro van Toulouse bestaat uit twee lijnen, A en B. Het systeem dat gebruikt wordt heet VAL en wordt ook gebruikt bij onder andere de metro van Rijsel. Lijn A werd in juni 1993 geopend, lijn B in juni 2007. In totaal heeft de metro een lengte van 27,5 km en 37 stations, waarvan één station (Jean Jaurès) een rechtstreekse overstap tussen de twee lijnen mogelijk maakt.
Dertien van de achttien stations van lijn A zijn 52 meter lang en zijn geschikt voor twee treinstellen van twee rijtuigen. Speciale deuren op het perron zorgen ervoor dat er geen personen op het spoor kunnen vallen. Deze deuren openen automatisch als een metrotrein stopt op het station.

## Materieel
De metro's van Toulouse zijn automatische voertuigen (zonder bestuurder), rijdend op luchtbanden. Stroomafname vindt plaats via een speciale leiding langs de rails, met een spanning van 750 V. De treinen hebben een maximumsnelheid van ongeveer 60 km/h en kunnen hellingen aan tot 7 procent. De treinstellen, type VAL 206 of VAL 208, elk bestaande uit twee rijtuigen, kunnen 150 tot 200 reizigers aan. De treinen rijden in de spits met een minimumfrequentie van elke 65 seconden.
Een centraal controlecentrum controleert het verkeer en de veiligheid. In geval van calamiteiten kan men vanaf dit controlecentrum de besturing van de treinen overnemen of het verkeer stilleggen.

## Geschiedenis

Traject van de toekomstige lijn C

- 1983: Het gemeentebestuur besluit een metrolijn bouwen.
- 1985: De gemeente wil gebruikmaken van de VAL-technologie.
- 1989: Aanvang van de bouw van lijn A.
- 1993: Opening van lijn A.
- 1997: Begin van studies naar uitbreidingen van lijn A en een nieuwe lijn B.
- 2001: Aanvang van de werken van bovenstaande plannen.
- 2003: Opening van de uitbreiding van lijn A.
- 2007: Opening van lijn B op 30 juni.

## Netwerk

### Lijn A
Lijn A is 12,5 km lang en telt achttien stations. De lijn heeft een zuidwest-noordoostoriëntatie en begint vanaf station Basso-Cambo, waar ook werkplaats, controlecentrum en remise zijn, en rijdt naar het winkelcentrum Balma (station Balma-Gramont in de gemeente Balma). Metro's rijden van 5.30 uur 's ochtends tot middernacht.
| Station           | Overstappunt |
| ----------------- | ------------ |
| Basso-Cambo       |              |
| Bellefontaine     |              |
| Reynerie          |              |
| Mirail-Université |              |
| Bagatelle         |              |
| Mermoz            |              |
| Fontaine-Lestang  |              |
| Arènes            |              |
| Patte-d'Oie       |              |
| Saint-Cyprien     |              |
| Esquirol          |              |
| Capitole          |              |
| Jean-Jaurès       |              |
| Marengo           | (toekomstig) |
| Jolimont          |              |
| Roseraie          |              |
| Argoulets         |              |
| Balma-Gramont     |              |

### Lijn B
Lijn B is 15,7 km lang en telt 20 stations. De lijn heeft een noord-zuidoriëntatie en begint vanaf station Borderouge in het noorden, bij de werkplaats, en rijdt tot station Ramonville in de gemeente Ramonville-Saint-Agne. Op station Jean-Jaurès is er aansluiting op metrolijn A en op station Palais-de-Justice sluit de lijn aan op de tramlijnen T1 en T2.
| Station                  | Overstappunt |
| ------------------------ | ------------ |
| Borderouge               |              |
| Trois-Cocus              |              |
| La Vache                 |              |
| Barrière-de-Paris        | (toekomstig) |
| Minimes                  |              |
| Canal-du-Midi            |              |
| Compans-Caffarelli       |              |
| Jeanne-d'Arc             |              |
| Jean-Jaurès              |              |
| François-Verdier         | (toekomstig) |
| Carmes                   |              |
| Palais-de-Justice        |              |
| Saint-Michel             |              |
| Empalot                  |              |
| Saint-Agne               |              |
| Saouzelong               |              |
| Rangueil                 |              |
| Faculté-de-Pharmacie     |              |
| Université-Paul-Sabatier |              |
| Ramonville               |              |